# Nino Bule
Nino Bule (Čapljina, 1976. március 19. –) horvát válogatott labdarúgó.

## Nemzeti válogatott
A horvát válogatottban 3 mérkőzést játszott.

## Statisztika
| Horvát válogatott | Horvát válogatott | Horvát válogatott |
| Időszak           | Mérk.             | gól               |
| ----------------- | ----------------- | ----------------- |
| 1999              | 1                 | 0                 |
| 2000              | 0                 | 0                 |
| 2001              | 0                 | 0                 |
| 2002              | 1                 | 0                 |
| 2003              | 0                 | 0                 |
| 2004              | 1                 | 0                 |
| Összesen          | 3                 | 0                 |